# Lin Zhao

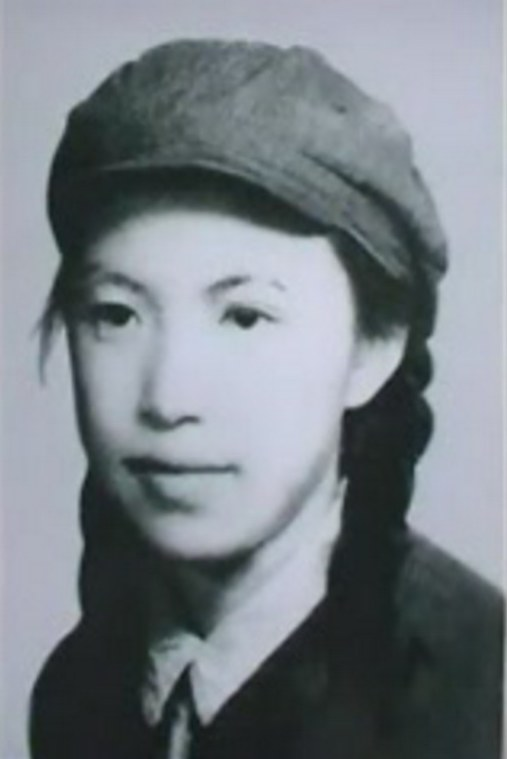
Lin Zhao

Lin Zhao (Chinesisch: 林昭; * 16. Dezember 1932 als Peng Lingzhao (彭 令 昭) in Suzhou, Provinz Jiangsu, China; † 29. April 1968 in Longhua, Shanghai, China) war eine prominente Dissidentin, die während der Kulturrevolution der Volksrepublik China wegen ihrer Kritik an Mao Zedongs Politik eingesperrt und später hingerichtet wurde.

## Frühe Lebensjahre
Peng Lingzhao wurde in eine prominente Familie in Suzhou, Provinz Jiangsu geboren. Mit 16 Jahren schloss sie sich einer untergetauchten kommunistischen Zelle an und schrieb Artikel unter dem Pseudonym Lin Zhao, in denen sie die Korruption der Republik China (1912–1949) kritisierte. Drei Monate, bevor die Kommunisten auf dem Festlandchina die Macht übernahmen, lief sie von zu Hause weg, um an einer Journalistenschule zu studieren, die von den Kommunisten geführt wurde. Während ihrer Laufbahn wurde sie beauftragt, in einer Gruppe zu arbeiten, um auf dem Land die Landreformen zu verwalten. Dort soll sie eine Rolle beim Foltern und gewalttätigen Töten von Hausbesitzern gespielt haben. Diese Misshandlungen sollen durch das Prinzip des Klassenkampfes gerechtfertigt worden sein.

## Dissident
Lin Zhao schrieb sich später in der chinesischen Literaturabteilung an der Universität Peking ein, wo sie während der Hundert-Blumen-Bewegung von 1957 eine freimütige Dissidentin war. Während dieser Zeit wurden Intellektuelle wie sie selbst ermutigt, die Kommunistische Partei Chinas zu kritisieren, später jedoch dafür bestraft. Als Strafe wurde Lin befohlen, niedrige Aufgaben an der Universität zu erledigen, unter anderem Moskitos zu töten als Teil der Ausrottung der vier Plagen. Sie musste die Katalogisierung alter Zeitungen für die Referenzbibliothek der Journalistenabteilung der Universität ausführen.
Im Oktober 1960, während Lin auf Hafturlaub zur ärztlichen Behandlung in Suzhou war, wurde sie zusammen mit anderen Dissidenten verhaftet, weil sie dabei geholfen hatten, ein Untergrundmagazin zu veröffentlichen, das die Kommunistische Partei kritisierte. Dies war in Reaktion auf die Große Chinesische Hungersnot, die dem chinesischen Volk von der Regierung während des Großen Sprungs nach vorn aufgebürdet wurde. Lin wurde später als politische Gefangene zu 20 Jahren Gefängnis verurteilt. Im Gefängnis wurde sie wiederholt geschlagen und gefoltert.
Lin bekehrte sich zum Christentum, nachdem sie eine christliche Missionsschule besucht hatte, bevor sie an der Peking-Universität studierte. Als sie im Gefängnis schmachtete, widmete sie sich mehr ihrem Glauben, zusätzlich erhöhte sie ihre Kritik an der Kommunistischen Partei Chinas.
Während Lin im Gefängnis war, schrieb sie Hunderte Seiten mit kritischen Kommentaren über Mao Zedong, indem sie Haarnadeln und Bambussplitter und ihr eigenes Blut als Tinte benutzte. In einem Bericht vom 5. Dezember 1966 wurde empfohlen, dass Lin auf der Grundlage „schwerer Verbrechen“ hingerichtet werden sollte. Lins Verbrechen sollen folgende Punkte gewesen sein: 1. Die großartige Kommunistische Partei Chinas und den großartigen Führer, den Vorsitzenden Mao wahnsinnig angegriffen, verflucht und verleumdet zu haben. 2. Gegen die Diktatur des Proletariats und des sozialistischen Systems extrem feindselig und hasserfüllt gewesen zu sein. 3. Öffentlich reaktionäre Slogans geschrien zu haben, um die Gefängnisordnung zu stören. Andere Gefangene zum Rebellieren aufgehetzt zu haben. Drohungen ausgesprochen zu haben, sich im Namen der konterrevolutionären Kriminellen zu rächen. 4. Hartnäckig ihre reaktionäre Haltung aufrechterhalten zu haben. Sie weigerte sich, ihre Verbrechen zuzugeben, wehrte sich gegen Disziplin und Erziehung, und leistete Widerstand gegen Reformen usw. Lin wurde 1969 durch Erschießung hingerichtet. Lins Familie wusste nichts von ihrem Tod, bis ein Beamter der Kommunistischen Partei zu ihrer Mutter kam, um eine Fünfcentgebühr für die Kugel, die sie getötet hatte, zu verlangen.

## Rehabilitation
Im Jahr 1981, unter der Regierung von Deng Xiaoping, wurde Lin offiziell ihrer Verbrechen entlastet und rehabilitiert. Trotz ihrer Rehabilitation erlaubt die chinesische Regierung nicht, Lins Leben und Schriften zu gedenken oder darüber zu diskutieren. Im Jahr 2013, am 45. Jahrestag von Lins Hinrichtung, versuchten einige Aktivisten Lins Grab in der Nähe ihrer Heimatstadt Suzhou zu besuchen, wurden aber von Sicherheitsbeamten der Regierung daran gehindert.

## Hinterlassenschaft
Die Geschichte von Lin Zhaos Leben war unklar und wenig bekannt, bis es von dem Dokumentarfilmer Hu Jie ans Licht gebracht wurde, dessen Dokumentarfilm In Search Of Lin Zhao’s Soul (Auf der Suche nach Lin Zhaos Seele) 2005 zahlreiche Preise erhielt. Sie wird in mehreren Kapiteln von Philip Pans Buch von 2008, Out of Mao’s Shadow vorgestellt.
Viele ihrer Essays, Briefe und Tagebücher wurden von Beamten der Kommunistischen Partei für eine mögliche zukünftige Verwendung als Propaganda aufbewahrt. Einige Zeit nach ihrem Tod erklärte sich ein Polizeibeamter bereit, viele von Lins Schriften zu ihren Freunden und ihrer Familie zu schmuggeln, indem er sein eigenes Leben riskierte. Hu Jie konnte einige dieser Schriften erwerben, die er in seinem Dokumentarfilm benutzte. Derzeit wird eine Sammlung ihrer Arbeiten am Hoover Institute der Stanford University aufbewahrt.